# Leptotyphlops emini
Espèce
Synonymes
- Glauconia emini Boulenger, 1890
- Glauconia monticola Chabanaud, 1916
- Leptotyphlops monticolus (Chabanaud, 1916)

Leptotyphlops emini est une espèce de serpents de la famille des Leptotyphlopidae.

## Répartition
Cette espèce se rencontre au Soudan, en Ouganda, en Tanzanie, au Kenya, en Zambie et au Congo-Kinshasa.

## Description
L'holotype de Leptotyphlops emini mesure 110 mm dont 12 mm pour la queue et dont le diamètre au milieu du corps est d'environ 2 mm. Son corps est uniformément noirâtre.

## Étymologie
Cette espèce est nommée en l'honneur d'Emin Pacha.

## Publication originale
- Boulenger, 1890 : Description of a new Snake of the Genus Glauconia, Gray, obtained by Dr. Emin Pasha on the Victoria Nyanza. Annals and Magazine of Natural History, sér. 6, vol. 6, p. 91-93 (texte intégral).